# 源保光
源 保光（みなもと の やすみつ）は、平安時代の公卿。醍醐源氏。代明親王の次男。官位は従二位・中納言。桃園中納言と号す。

## 経歴
村上朝前期の天暦5年（951年）正月に従四位下に直叙されると、2月には皇孫ながら文章生となる。民部大輔・侍従を歴任したほか、天徳2年（958年）には紀伊権守として地方官も務めた。またこの間の応和3年（963年）従四位上に叙せられている。
村上朝末の康和3年（966年）正月に右中弁に任ぜられると、同年9月に左中弁、康和5年（968年）右大弁と弁官として昇進を重ねる。安和2年（969年）円融天皇の即位後まもなく蔵人頭（頭弁）に補せられ、天禄元年（970年）参議に任ぜられ公卿に列した。
議政官として左右大弁を兼帯する一方、天禄3年（972年）正四位下、天延4年（976年）従三位と昇叙されている。その後も、貞元3年（978年）権中納言、永観2年（984年）正三位と円融・花山・一条朝にかけて昇進を続け、永延2年（988年）に中納言に至る。
正暦6年（995年）正月に従二位に昇るも、当時流行した疫病により同年5月9日薨去。享年72。埋葬地ははじめ松前寺。左京にある邸宅は外孫の藤原行成に伝えられた。

## 官歴
『公卿補任』による。
- 天暦3年（949年） 2月20日：昇殿
- 天暦5年（951年） 正月7日：従四位下（昇殿労、孫王）。2月20日：文章生
- 天暦6年（952年） 正月26日：昇殿
- 天暦8年（954年） 10月22日：民部大輔
- 天暦10年（956年） 正月1日：侍従
- 天徳2年（958年） 正月30日：紀伊権守
- 応和3年（963年） 正月7日：従四位上
- 康和3年（966年） 正月30日：右中弁　9月17日：左中弁
- 康和4年（967年） 6月16日：昇殿（踐祚初）。9月1日：東宮昇殿
- 康和5年（968年） 2月5日：右大弁。6月14日：勘解由長官
- 安和2年（969年） 4月28日：式部大輔、去長官。8月13日：昇殿（踐祚初）。9月12日：蔵人頭
- 天禄元年（970年） 8月5日：参議、右大弁式部大輔如元
- 天禄2年（971年） 正月21日：備前権守。12月15日：左大弁
- 天禄3年（972年） 正月7日：正四位下
- 天延2年（974年） 2月17日：備前守
- 天延4年（976年） 正月7日：従三位
- 貞元2年（977年） 正月28日：近江守
- 貞元3年（978年） 10月2日：権中納言
- 永観2年（984年） 8月9日：正三位（造宮行事賞）
- 永延2年（988年） 正月29日：中納言
- 正暦6年（995年） 正月7日：従二位。5月9日：薨去

## 系譜
- 父：代明親王
- 母：藤原定方の娘
- 生母不詳の子女
  - 男子：源永光
  - 女子：藤原義孝室（?-995[1]）
  - 女子：藤原懐平室（?-993[2]）
- 養子女
  - 養子：藤原行成（972-1028）